# Звиздар
Звиздар је насеље у Србији у општини Уб у Колубарском округу. Према попису из 2022. било је 390 становника.

## Историја
Први помен села је забележен у турском попису (тефтеру) за хиџретску 934. годину, тј. 1527/1528. годину по садашњем рачунању времена.

Транскрибован на модерни турски, са османске арабице, унос са 238. странице тефтера TD 144 је гласио овако:
İzvizdar karye, Valyeva nahiye - Село Звиздар, Нахија Ваљево
Слово И додато је на почетак и средини у складу са праксом вокалног турског језика да се додају самогласници тежим сугласничким групама, ради лакшег изговора. Слично је са градом Пећ у Метохији, на турском званим Ипек, или Скопљем, које је називано Ускуб. На исти начин су, у истом попису, записани оближњи Степање (као Истепање) и Слатина (као Ислатина).

## Демографија
У насељу Звиздар живи 415 пунолетних становника, а просечна старост становништва износи 40,5 година (39,4 код мушкараца и 41,6 код жена). У насељу има 161 домаћинство, а просечан број чланова по домаћинству је 3,33.
Ово насеље је углавном насељено Србима (према попису из 2002. године), а у последња три пописа, примећен је пад у броју становника.
|  |

| Демографија | Демографија | Демографија |
| Година      | Становника  | Становника  |
| ----------- | ----------- | ----------- |
| 1948.       | 702         |             |
| 1953.       | 759         |             |
| 1961.       | 750         |             |
| 1971.       | 728         |             |
| 1981.       | 652         |             |
| 1991.       | 625         | 602         |
| 2002.       | 536         | 543         |

| Етнички састав према попису из 2002.‍ | Етнички састав према попису из 2002.‍ | Етнички састав према попису из 2002.‍ | Етнички састав према попису из 2002.‍ | Етнички састав према попису из 2002.‍ |
| ------------------------------------ | ------------------------------------ | ------------------------------------ | ------------------------------------ | ------------------------------------ |
|                                      |                                      |                                      |                                      |                                      |
| Срби                                 | Срби                                 |                                      | 462                                  | 86,19%                               |
| Роми                                 | Роми                                 |                                      | 44                                   | 8,20%                                |
| Црногорци                            | Црногорци                            |                                      | 2                                    | 0,37%                                |
| Румуни                               | Румуни                               |                                      | 1                                    | 0,18%                                |
| непознато                            | непознато                            |                                      | 4                                    | 0,74%                                |

| Година пописа     | 1948. | 1953. | 1961. | 1971. | 1981. | 1991. | 2002. |
| ----------------- | ----- | ----- | ----- | ----- | ----- | ----- | ----- |
| Број домаћинстава | 128   | 152   | 189   | 184   | 181   | 170   | 161   |

| Број чланова      | 1  | 2  | 3  | 4  | 5  | 6  | 7 | 8 | 9 | 10 и више | Просек |
| ----------------- | -- | -- | -- | -- | -- | -- | - | - | - | --------- | ------ |
| Број домаћинстава | 32 | 31 | 30 | 24 | 19 | 16 | 7 | 2 | 0 | 0         | 3,33   |

| Пол    | Укупно | Неожењен/Неудата | Ожењен/Удата | Удовац/Удовица | Разведен/Разведена | Непознато |
| ------ | ------ | ---------------- | ------------ | -------------- | ------------------ | --------- |
| Мушки  | 220    | 67               | 140          | 8              | 4                  | 1         |
| Женски | 221    | 32               | 146          | 34             | 9                  | 0         |
| УКУПНО | 441    | 99               | 286          | 42             | 13                 | 1         |

| Пол    | Укупно                    | Пољопривреда, лов и шумарство | Рибарство                            | Вађење руде и камена | Прерађивачка индустрија       |
| ------ | ------------------------- | ----------------------------- | ------------------------------------ | -------------------- | ----------------------------- |
| Мушки  | 128                       | 83                            | 1                                    | 5                    | 19                            |
| Женски | 77                        | 54                            | 0                                    | 0                    | 13                            |
| УКУПНО | 205                       | 137                           | 1                                    | 5                    | 32                            |
| Пол    | Производња и снабдевање   | Грађевинарство                | Трговина                             | Хотели и ресторани   | Саобраћај, складиштење и везе |
| Мушки  | 4                         | 3                             | 3                                    | 1                    | 3                             |
| Женски | 0                         | 0                             | 1                                    | 3                    | 0                             |
| УКУПНО | 4                         | 3                             | 4                                    | 4                    | 3                             |
| Пол    | Финансијско посредовање   | Некретнине                    | Државна управа и одбрана             | Образовање           | Здравствени и социјални рад   |
| Мушки  | 0                         | 2                             | 2                                    | 0                    | 0                             |
| Женски | 0                         | 2                             | 1                                    | 2                    | 0                             |
| УКУПНО | 0                         | 4                             | 3                                    | 2                    | 0                             |
| Пол    | Остале услужне активности | Приватна домаћинства          | Екстериторијалне организације и тела | Непознато            | Непознато                     |
| Мушки  | 2                         | 0                             | 0                                    | 0                    | 0                             |
| Женски | 0                         | 0                             | 0                                    | 1                    | 1                             |
| УКУПНО | 2                         | 0                             | 0                                    | 1                    | 1                             |